# Guardia Roja (Rusia)

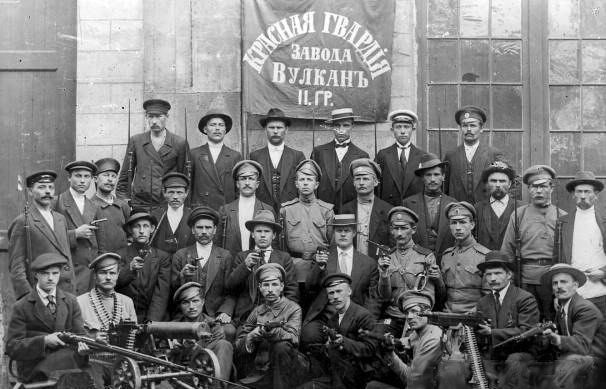
Destacamento de la Guardia Roja en una fábrica.

El término Guardia Roja (en ruso: Красная гвардия) en la historia de Rusia designa a los destacamentos de obreros formados en el transcurso de la Revolución rusa de 1917. Conformaba el principal elemento de respuesta de los bolcheviques durante dicha revolución. Aunque tradicionalmente se acepta la cifra de doscientos mil miembros en octubre de 1917 dada por Leonard Schapiro, estudios más recientes rebajan su fuerza a setenta o cien mil.

## Orígenes
Muy similares a los destacamentos de obreros que habían tomado parte en la revolución de 1905 en Moscú, los grupos armados precursores de la Guardia Roja hicieron su aparición en las fábricas durante la Revolución de febrero para mantener el orden en la ciudad. Los bolcheviques consiguieron controlar esos grupos en el mes de abril y separarlos de las milicias obreras, en manos de mencheviques y social-revolucionarios, así como de la «milicia del pueblo» del sóviet de Petrogrado. La Guardia Roja tenía por misión «proteger la revolución» y «mostrar resistencia a las fuerzas reaccionarias». Durante el proceso revolucionario, adquirió el papel de policía civil ordinaria, reemplazando así a la policía zarista desmantelada.

## Papel en la Revolución

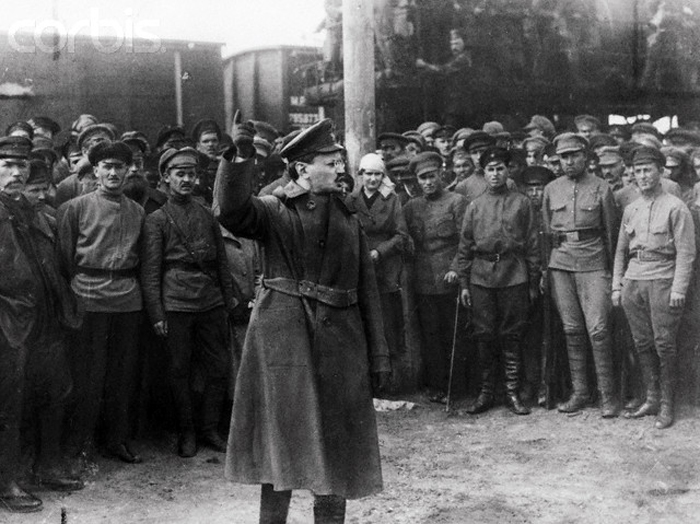
León Trotski dirigiendo a la Guardia Roja

La Guardia Roja se mantuvo en la clandestinidad tras su participación en los Días de julio, abandonándola después del intento fallido de golpe de Estado protagonizado por el general Lavr Kornílov en agosto de 1917. A partir de ese momento, la Guardia Roja se estructuró en Petrogrado y en Moscú, siendo dirigida por el Partido Bolchevique. Tras la Revolución de octubre, se implantó en la mayor parte de los centros industriales de Rusia y se convirtió en un verdadero ejército revolucionario. Alistarse a ella era totalmente voluntario, siendo solamente necesario el tener una recomendación de los sóviets o de las células del Partido Bolchevique. Intervino con éxito en conflictos locales como el protagonizado por Aleksandr Dútov en Oremburgo, pero su organización dispersa era ineficaz contra el Ejército Blanco.
Constituyó la base del Ejército Rojo, creado en enero de 1918, disolviéndose oficialmente en abril de ese mismo año.